# Anthomyzidae
Anthomyzidae Czerny, 1903, è una piccola famiglia di insetti dell'ordine dei Ditteri (Brachycera: Cyclorrhapha: Acalyptratae).
La famiglia comprende forme generalmente associate ad habitat delle zone umide. Sono prive di interesse agrario in quanto si insediano per lo più in piante non coltivate e, in genere, già interessate da attacchi da parte di altri fitofagi.

## Descrizione

### Adulto
Gli adulti sono mosche di piccole dimensioni, dal corpo esile e lungo 1-4 mm, in media 2-3, con ali strette e lunghe e zampe relativamente corte. Alcune specie sono meiottere. Il tegumento è glabro o tomentoso. La livrea presenta colori variabili dal nero al giallo.
Il capo è ampio, con fronte leggermente stretta in avanti e regione occipitale leggermente concavo; è provvisto di ocelli e grandi occhi. La chetotassi comprende 1-3 paia di setole fronto-orbitali, brevi nel primo paio, lunghe e reclinate nei successivi, un paio di setole ocellari, lunghe robuste e dirette in avanti, un paio di setole postocellari, brevi e convergenti, a volte assenti, due paia di setole verticali (esterne ed interne), lunghe e robuste, una serie di setole postoculari, una fila di setole postgenuali per lato, deboli, un paio di vibrisse lunghe e dirette in avanti e un paio di setole sottovibrissali ugualmente dirette in avanti ma più corte. Le antenne sono aristate, brevi, in genere con il terzo articolo diretto in basso e con arista rivestita da setole più o meno lunghe, inserita dorsalmente alla base del primo flagellomero. Apparato boccale con palpi mascellari relativamente lunghi e labbro inferiore corto, terminante con due labelli carnosi.
Il torace presenta una chetotassi composta, per ogni lato, da una setola omerale, due notopleurali, 1-2 postalari, a volte una sopralare e una infralare, non sempre presenti, 1-3 dorsocentrali, tutte posizionate dopo la sutura trasversa, due scutellari, di cui una basale breve e una apicale lunga. Le acrosticali sono rappresentate da 2-4 file longitudinali di peli. Sulle pleure sono presenti annessi tricoidei solo nell'episterno ventrale, con due setole dorsali e numerosi peli ventrali. Le zampe sono brevi e sottili, prive di setole preapicali sulle tibie ed hanno i femori anteriori provvisti, in genere, di una robusta spina.
Le ali sono ialine, raramente maculate, con lobo anale e alula poco pronunciati. In alcune specie sono del tutto assenti o più o meno ridotte, in quest'ultimo caso corte e strette e con venatura semplificata. La costa si estende fino alla confluenza di M1+2 e presenta una sola frattura subcostale. La subcosta è debole e incompleta nel tratto terminale, confondendosi con R1. Il settore radiale è breve e si suddivide in due lunghi rami R2+3 e R4+5, il primo terminante in posizione subapicale, il secondo all'apice dell'ala. La media è indivisa, più o meno parallela a R4+5, e termina sul margine posteriore poco dopo l'apice. La cellula discale è in genere ben delimitata dalle due medio-cubitali (bm-cu e dm-cu), ma a volte può essere in parte continua con la seconda basale, per ridotto sviluppo della medio-cubitale basale, oppure aperta per l'assenza della medio-cubitale discale. La cubito si divide in genere nei due rami dell'anteriore: CuA1 è lunga e in alcuni generi è incompleta e non raggiunge il margine dell'ala; CuA2 è breve e ricurva e confluisce sull'anale, ma manca nel genere Cercagnota. Il ramo comune A1+CuA2 è breve, leggermente più lungo della cup e incompleto, non raggiungente il margine. La prima basale è relativamente lunga e in genere si inoltra fino a circa metà della cellula discale. Seconda basale e cup quasi sempre presenti e piccole, confinate alla base dell'ala. Come si è detto, la seconda basale può fondersi con la discale, a causa dello sviluppo incompleto di bm-cu, la cup può essere aperta, per il mancato sviluppo di CuA2.
| |  |
| Schema della nervatura alare degli Anthomyzidae. A sinistra, nervatura ricorrente nella maggior parte della famiglia; a destra, nervatura del genere Cercagnota, ricorrente anche in alcuni Stiphrosoma con ala ben sviluppata, ma con cellula cup chiusa Nervature longitudinali: C: costa; Sc: subcosta; R: radio; M: media; Cu: cubito; A: anale; bc: frattura costale. Nervature trasversali: h: omerale; r-m: radio-mediale; bm-cu: medio-cubitale basale; dm-cu: medio-cubitale discale. Cellule: dm: discale; br: 1ª basale; bm: 2ª basale; cup: cellula cup. |  |

Le specie meiottere presentano una venatura ridotta ed hanno bilancieri rudimentali o, nelle forme attere, del tutto assenti.
L'addome, più o meno depresso, presenta gli uriti 1-5 di conformazione ordinaria, mentre modificazioni morfoanatomiche ricorrono nel sesto urite del maschio. Nel maschio, il sesto sternite è breve e asimmetrico e si dirige superiormente a sinistra per fondersi con il settimo tergite. Il settimo sternite si fonde a sua volta con l'ottavo sternite, quest'ultimo in posizione dorsale per la torsione assiale degli ultimi uriti. Nella femmina, il sesto urite non subisce modificazioni. Gli scleriti del settimo urite si fondono a volte a formare un anello sclerificato, mentre quelli dell'ottavo urite sono piuttosto ridotti.

### Stadi preimmaginali
La larva è apoda, di forma cilindrica, sottile e allungata, di 3–5 mm di lunghezza. Il tegumento è liscio, provvisto solo di file trasversali di piccole spine sul dorso e sul ventre e con segmentazione evidente.
Il pupario è lungo 2–3 mm, in genere allungato ed ovale alla vista dorsale e convesso alla fista laterale, con segmentazione poco evidente. Il colore varia dal giallo al giallo-bruno.

## Habitat e biologia
In generale, gli Anthomyzidae sono associati a cenosi vegetali tipiche di ambienti umidi. Gli adulti si rinvengono nei prati umidi, nelle paludi, nelle torbiere, nel sottobosco delle foreste. Le larve hanno un regime dietetico fitofago o fitosaprofago e sono in genere associate a monocotiledoni delle zone umide, per lo più appartenenti alle famiglie Poaceae, Typhaceae, Juncaceae, Cyperaceae), che attaccano insediandosi all'interno della guaina fogliare. Poche sono le specie associate ad altri ospiti, rappresentati da dicotiledoni o da corpi fruttiferi di funghi.
Il ciclo, secondo la specie, è univoltino o multivoltino.

## Sistematica e filogenesi
La filogenesi colloca gli Anthomyzidae nel clade degli Opomyzoidea e sia Hennig sia McAlpine mettono in relazione la famiglia con gli Opomyzidae. Nella fattispecie, McAlpine individua, per le due famiglie oltre 10 simplesiomorfie, facendo riferimento al comportamento trofico delle larve, alla morfologia delle ali, all'apparato copulatore maschile, alla morfologia dei femori anteriori. La posizione degli Anthomyzidae nel cladogramma di McAlpine è dunque la seguente: 
|             | Asteioinea (sei famiglie)                                   |
|             |                                                             |
| Opomyzoinea | \| \| Opomyzidae \| \| \| \| \| \| Anthomyzidae \| \| \| \| |
|             | \| \| Opomyzidae \| \| \| \| \| \| Anthomyzidae \| \| \| \| |
|             | Opomyzidae                                                  |
|             |                                                             |
|             | Anthomyzidae                                                |
|             |                                                             |

|  | Opomyzidae   |
|  |              |
|  | Anthomyzidae |
|  |              |

|             | Asteioinea (sei famiglie)                                   |
|             |                                                             |
| Opomyzoinea | \| \| Opomyzidae \| \| \| \| \| \| Anthomyzidae \| \| \| \| |
|             | \| \| Opomyzidae \| \| \| \| \| \| Anthomyzidae \| \| \| \| |
|             | Opomyzidae                                                  |
|             |                                                             |
|             | Anthomyzidae                                                |
|             |                                                             |

|  | Opomyzidae   |
|  |              |
|  | Anthomyzidae |
|  |              |

|             | Asteioinea (sei famiglie)                                   |
|             |                                                             |
| Opomyzoinea | \| \| Opomyzidae \| \| \| \| \| \| Anthomyzidae \| \| \| \| |
|             | \| \| Opomyzidae \| \| \| \| \| \| Anthomyzidae \| \| \| \| |
|             | Opomyzidae                                                  |
|             |                                                             |
|             | Anthomyzidae                                                |
|             |                                                             |

|  | Opomyzidae   |
|  |              |
|  | Anthomyzidae |
|  |              |

|             | Asteioinea (sei famiglie)                                   |
|             |                                                             |
| Opomyzoinea | \| \| Opomyzidae \| \| \| \| \| \| Anthomyzidae \| \| \| \| |
|             | \| \| Opomyzidae \| \| \| \| \| \| Anthomyzidae \| \| \| \| |
|             | Opomyzidae                                                  |
|             |                                                             |
|             | Anthomyzidae                                                |
|             |                                                             |

|  | Opomyzidae   |
|  |              |
|  | Anthomyzidae |
|  |              |

La suddivisione sistematica ha subito, negli anni ottanta lo spostamento di alcuni generi in altre famiglie. Roháček (1998) ha suddiviso la famiglia in due sottofamiglie, Anthomyzinae Czerny, 1903, e Protanthomyzinae Roháček, 1998, in cui ha separato il genere fossile Protanthomyza. Secondo l'Autore, il genere Protanthomyza presenta caratteri intermedi fra le famiglie Opomyzidae e Anthomyzidae, per quanto sia più strettamente correlato a quest'ultima; il genere fossile rappresenterebbe perciò una linea primitiva filogeneticamente in relazione con il resto della famiglia.
Secondo le più recenti segnalazioni, la famiglia comprende circa 90 specie descritte, ripartite fra 20 generi esistenti:
- Amnonthomyza Roháček, 1993: 1 specie
- Amygdalops Lamb, 1914: 14 specie
- Anagnota Becker, 1902: 4 specie
- Anthomyza Fallén, 1810 (=Anthophilina, Leptomyza, Penquistus, Psilosoma): 27 specie
- Apterosepsis Richards, 1962: 1 specie
- Barbarista Roháček, 1993: 5 specie
- Cercagnota Roháček & Freidberg, 1993: 1 specie
- Chamaebosca Speiser, 1903 nessuna specie
- Epischnomyia Roháček, 2006: 1 specie
- Fungomyza Roháček, 1999: 2 specie
- Ischnomyia Loew, 1863: 2 specie
- Margdalops Roháček & Barraclogh, 2003: 6 specie
- Melanthomyza Malloch, 1993: 1 specie
- Mumetopia Melander, 1913: 3 specie
- Paranthomyza Czerny, 1902: 2 specie
- Receptrixa Roháček, 2006: 1 specie
- Santhomyza Roháček, 1984: 3 specie
- Stiphrosoma Czerny, 1928 (=Ptenotaenia): 18 specie
- Typhamyza Roháček, 1992: 1 specie
- Zealantha Roháček, 2007: 1 specie

Il genere Chamaebosca, citato come nome valido dal BDWD, non comprende alcuna specie: fu definito da Speiser sulla base della descrizione della sola specie Chamaebosca microptera, in seguito rinominata come Anthomyza microptera (Speiser, 1903) senza che Chamaebosca fosse sinonimizzato. La suddivisione tassonomica, secondo Roháček, comprende l'unica sottofamiglia degli Agromyzinae, da cui si distinguono i due generi fossili.

## Fossili
I soli reperti fossili attribuiti a questa famiglia si identificano con due specie appartenenti a due generi estinti:
- Grimalantha vulnerata Roháček, 1998, ritrovato nell'ambra dominicana, risalente perciò ad un periodo compreso fra l'Oligocene e il Miocene;
- Protanthomyza collarti Hennig, 1965, ritrovato nell'ambra baltica, risalente perciò ad un periodo compreso fra l'Eocene e l'Oligocene.

Evenhuis cita anche, come specie fossile, Anthomyza rhenana Statz, 1940, ma questo nome non ha riferimenti nel BDWD. Secondo Roháček, questa specie non può essere classificata nel genere Anthomyza e l'appartenenza alla famiglia Anthomyzidae è dubbia.

## Distribuzione
Malgrado il limitato numero di specie, la famiglia ha un'ampia distribuzione ed è rappresentata in tutti i continenti ad eccezione dell'Australia. Oltre la metà delle specie ha distribuzione oloartica, con una maggiore biodiversità nel Paleartico (41 specie presenti contro le 20 presenti nel Neartico). Abbastanza rappresentata è anche nell'ecozona afrotropicale, con 20 specie, mentre la diffusione nelle altre ecozone è limitata a poche specie.
Nell'Australasia, la presenza degli Anthomizidae si limitava alle sole Hawaii, con due specie introdotte rispettivamente dall'America e dal Giappone. Un'altra specie non descritta e attribuita al genere Amygdalops sarebbe presente in Australia, ma non ci sono altre informazioni in proposito. Infine, la presenza in Nuova Zelanda è stata documentata solo nel 2007, con la descrizione di Zealantha thorpei, unico Anthomyzidae endemico dell'Australasia, ma è probabile che siano presenti altre specie neozelandesi, al momento sconosciute, i cui esemplari sono stati raccolti fra i 2006 e il 2007.
In Europa, la famiglia è rappresentata da nove generi, comprendenti nell'insieme 27 specie:  Anthomyza (12 specie) Anagnota, Santhomyza e Stiphrosoma (tre specie ciascuno), Paranthomyza (due specie), Amygdalops, Cercagnota, Fungomyza e Typhamyza (una specie ciascuno).
In Italia, gli Anthomyzidae sono rappresentati da cinque sole specie, appartenenti ai seguenti generi Anthomyza (A. anderssoni e A. gracilis), Anagnota (A. bicolor), Fungomyza (F. albimana) e Santhomyza (S. bezzii). Tutte le specie sono segnalate nel Nord Italia, ad eccezione di A. bicolor, segnalata anche nella penisola. Non ci sono riferimenti in merito alla presenza della famiglia nelle isole.